# Хула (развод)
Хула’  (араб. خلع‎) — в исламском праве (фикх) развод, инициируемый женой в том случае, если муж выполняет все шариатские обязанности, однако женщина утратила свои чувства к нему и категорически не хочет оставаться его супругой. В таком случае она может выплатить ему компенсацию и получить развод. Хула упоминается в Коране и хадисах. Она позволяет женщине инициировать развод через согласие мужа или судебное постановление. В зависимости от правовой школы (мазхаба) и региона существуют различные условия для развода. После развода они становятся друг другу чужими и оставаться наедине для них недозволенно .
Цитаты из Корана
- «О разводе объявляется дважды, после чего надо или удержать жену, как велят шариат и разум, или отпустить её достойным образом (то есть без споров об имуществе и оговора). Вам не дозволено удерживать что-либо из дарованного [в качестве калыма], если только у обеих сторон нет опасения, что этим они нарушат законы, установленные Аллахом. А если же вы (мусульмане) опасаетесь, что муж и жена нарушат законы, установленные Аллахом, то они оба не совершат греха, если она выкупит развод [за счет оговоренного при замужестве калыма]. Таковы законы, установленные Аллахом. Так не нарушайте же их. А те, кто не соблюдает законы Аллаха, — нечестивцы»[3].

- «Если женщина опасается, что муж будет дурно обращаться с ней или избегать её, то не будет на них греха, если они поладят миром, ибо мирное решение — лучше. Хотя люди [по природе] и скупы, но если вы будете творить добро и будете богобоязненными, то, воистину, Аллах ведает о том, что вы вершите»[4].

- «Если вы не знаете, как считать срок „идды“ у разведённых женщин, у которых прекратились месячные по возрасту, то этот срок — три месяца. Такой же срок (три месяца) установлен для тех, у которых ещё не было месячных. А установленный срок беременным женщинам — до тех пор, пока они не разрешатся от бремени. А кто боится Аллаха, соблюдая Его установления, тому Аллах облегчит его трудности»[5].